# 長束直吉
長束 直吉（なつか なおよし）は、安土桃山時代の武将、大名。兄に長束正家。官位は従五位下・伊賀守。

## 生涯
永禄10年（1567年）、水口盛里の次男として生まれる。丹羽長秀に仕えていた時期があったらしく、一時丹羽の奏者を務めていた太田牛一の記した文書に「長束藤三殿」として名前が載っている。
天正13年（1585年）8月、兄の正家に仕えて正隆と名乗る。

### 秀吉直臣時代
天正14年（1586年）九州征伐、天正18年（1590年）小田原征伐には共に兵糧奉行であった正家の下で実務を担当、正家と石田三成の推挙を得て秀吉の直参・馬廻となる。10月には建部寿徳・田那部与左衛門入道とともに、有馬温泉に湯治に赴いた秀吉に湯治見舞いとして松茸2百本を贈り、礼状を贈られている。
文禄元年（1592年）、文禄の役では肥前国名護屋城に在陣し、三の丸御番衆馬廻組三番組頭を務めた。

### 大名時代
同年この功により近江国内に1万石を拝領、大名に列する。広瀬加兵衛が与力として附属した。翌2年12月には平野新八と共同で、豊臣秀次の領地の尾張国愛知郡を検地する。文禄3年（1594年）2月、従五位下･伊賀守に叙任され、豊臣姓を下賜された。また、名を直吉と改める。同10月、日野輝資の領地の検地を行う。
慶長3年（1598年）には正家の下で越前国検地の奉行の一人として働いた。

### 関ヶ原
慶長5年（1600年）の関ヶ原の戦いでは、兄の正家の近江国水口岡山城を守備した。その後、本戦で戦うことができずに帰還した正家が水口に入り城を固めたが、池田長吉に欺かれて開城、桜井谷で正家とともに自刃した。

## 子孫
直吉の子孫はのち、広島藩浅野家に仕えたという。系譜は不明であるが、元禄14年（1701年）当時の浅野本家家臣に長束平内がおり、赤穂事件に際し、支藩の赤穂藩浅野氏の赤穂城開城を促すために本家から遣わされた使者の一人として記録されている。また、寛政11年（1799年）の広島藩家老の東城浅野家の家臣に「副役御徒士組　長束甚左衛門」の名が見え、これも子孫ないしは縁者と推定される（「村上家乗」巻之二十三）。